# Valentina Ferrer
Valentina Ferrer (sinh ngày 19 tháng 9 năm 1993) là một người mẫu, người dẫn chương trình truyền hình và là nữ hoàng sắc đẹp người Argentina. Cô đã giành chiến thắng tại cuộc thi Hoa hậu Argentina 2014, sau đó đại diện cho Argentina tại cuộc thi Hoa hậu Hoàn vũ 2014 và lọt vào top 10 chung cuộc.

## Sự nghiệp
Valentina Ferrer là một người mẫu có sự nghiệp nổi bật. Cô được chọn đại diện cho Marcelo Campinis ở Buenos Aires, New Icon Models ở Mexico City và Wilhelmina Models ở Miami. Với Mega Model Brasil là một phần trong sự nghiệp nổi bật của mình, cô đã tham dự vào các tuần lễ thời trang danh tiếng như Tuần lễ thời trang Funkshion, Tuần lễ thời trang Mercedes Benz và Tuần lễ thời trang Miami cùng catwalk với Hoa hậu Hoàn vũ 2013, Gabriela Isler và Hoa hậu Hoàn vũ 2008, Dayana Mendoza.
Valentina còn là một diễn viên, cô được biết đến trong Betty en NY (2019), J Balvin: Sigo Extrañándote (2017) và Intrusos en el espectáculo (2001).

## Cuộc thi

### Hoa hậu Argentina 2014
Valentina Ferrer đến từ Córdoba đã giành chiến thắng tại cuộc thi Hoa hậu Argentina 2014 được tổ chức vào ngày 10 tháng 10 năm 2014, cuộc thi là một phần của Hội chợ Du lịch Quốc tế tại Hội trường Frers La Rural ở Palermo, Buenos Aires. Cô là người đại diện đại diện cho Argentina trong cuộc thi Hoa hậu Hoàn vũ 2014  diễn ra vào ngày 25 tháng 1 năm 2014 tại Doral, Hoa Kỳ.

### Hoa hậu Hoàn vũ 2014
Tại Hoa hậu Hoàn vũ 2014, Valentina đã lọt vào Top 10 chung cuộc, đứng ở vị trí thứ 8 và lọt Top 5 Trang phục dân tộc đẹp nhất của cuộc thi.